# 千葉めぐみ
千葉 めぐみ（ちば めぐみ、1972年7月15日 - ）は、日本のフリーアナウンサー。オールウェーブ・アソシエツ所属。

## 来歴
宮城県仙台市出身。昭和女子大学短期大学部卒業。
短大を卒業後、1994年に北海道テレビ放送 (HTB) に入社。同期の吉田みどりとともに同局のアナウンサーになる。
北海道テレビを退社後、2001年にオールウェーブ・アソシエツ所属のフリーアナウンサーになる。

## 人物
脚注のないデータは、すべて2013年5月時点での所属事務所プロフィールに基づく。
- 趣味：入浴[2]、紅茶、中国茶、食べ歩き、海外ドラマ、ゴルフ
- 特技：指圧、料理、峰不二子のモノマネ
- 資格：アロマテラピー検定1級、北海道フードマイスター、食生活アドバイザー3級、eco検定合格

## 出演
データは、2002年1月時点・2002年6月時点・2007年5月時点・2013年5月時点での所属事務所プロフィールに基づく。

### テレビ番組
- なないろ倶楽部（北海道テレビ） - パーソナリティ
- 発信!生スタ 早起きクマさん（北海道テレビ） - キャスター
- 情報ワイド 夕方Don!Don!（北海道テレビ） - 中継リポーター
- ひるパラくらぶ 思うツボ!（北海道テレビ） - 司会[8]
- 東京ガスインフォマーシャル（BS-i）
- 知りたいKEIBA情報局（グリーンチャンネル） - ナレーター
- 世界の競馬（NHK BS1） - キャスター
- スーパーモーニングライブ＆モーニングライブ（日テレNEWS24） - キャスター
- アフタヌーンジャーナル24＆イブニングニュース（日テレNEWS24） - キャスター
- NNNニュースダッシュ24（日テレNEWS24） - 中継リポーター
- デイリープラネット（日テレNEWS24） - キャスター
- ナイトリーニュース24（日テレNEWS24）
- ミッドナイトジャーナル24（日テレNEWS24） - キャスター
- モナコのジャポネ夢舞台（BS日テレ） - ナレーター
- 東京じゃけん!!（テレビ新広島） - ナレーター
- カメラ女子（BS-TBS） - ナレーター

### ラジオ番組
- Ｍoga〜モダンガールズ〜（AIR-G'）

### CM
- 東都自動車グループ - ナレーター